# 5827 Letunov
5827 Letunov este un asteroid din centura principală de asteroizi.

## Descriere
5827 Letunov este un asteroid din centura principală de asteroizi. A fost descoperit pe 15 noiembrie 1990 la Observatorul astrofizic din Crimeea de Liudmila Cernîh. El prezintă o orbită caracterizată de o semiaxă mare de 2,18 ua, o excentricitate de 0,13 și o înclinație de 3,7° în raport cu ecliptica.